# Nytt lördagsmagasin
Nytt Lördagsmagasin var en litterär tidskrift med blandat innehåll, varav fyra årgångar utkom 1860–1863 i Stockholm, bestående var och en av 48 till 52 nummer i tvåspaltig oktav. Ansvarig utgivare var först Ph. J. Meyer, sedan bokhandlaren P.A. Huldberg och slutligen Aug. Th. Paban.